# ブルック郡区 (アイオワ州ブエナビスタ郡)
ブルック郡区は、アメリカ合衆国、アイオワ州、ブエナビスタ郡にある16の郡区の一つである。2000年の国勢調査で、人口は174人だった。

## 地理
ブルック郡区は、94.6平方キロメートル（36.52平方マイル)で、組み込まれている自治体(incorporated settlements)は存在しない。アメリカ地質調査所によると、この郡区はDaily Burial GroundとSaint John'sの2つの霊園が含まれる。